# Porto Real do Colégio (kommun)
Porto Real do Colégio är en kommun i Brasilien.   Den ligger i delstaten Alagoas, i den östra delen av landet, 1 400 km nordost om huvudstaden Brasília. Antalet invånare är 19 314.
Följande samhällen finns i Porto Real do Colégio:
- Porto Real do Colégio

Omgivningarna runt Porto Real do Colégio är huvudsakligen savann. Runt Porto Real do Colégio är det ganska tätbefolkat, med 52 invånare per kvadratkilometer.